# Вансина, Ян
Ян Вансина (Jan M. J. Vansina; 14 сентября 1929, Антверпен — 8 февраля 2017, Мадисон) — бельгийский историк, также автор работ по антропологии и лингвистике, африканист. Доктор философии (1957), именной исследовательский профессор Висконсинского университета (эмерит), где провёл большую часть своей карьеры, член Американского философского общества (2000). Лауреат American Historical Association’s Award for Scholarly Distinction (2014) и др. отличий.
Вырос в римско-католической фламандской семье из Антверпена, перебравшейся в Брюгге во время Второй мировой войны. Получил образование медиевиста. С 1952 года антрополог IRSAC в Демократической Республике Конго — тогдашней бельгийской колонии. Перед тем еще посещал Университетский колледж Лондона (UCL) и Школу восточных и африканских исследований (SOAS) для дополнительного обучения. В Центральной Африке он пробудет до 1956 года; в Руанде повстречает свою будущую супругу. Докторскую степень получил в Лёвенском университете, с диссертацией по Kuba people (всего он им посвятит три монографии). После чего вернется в Центральную Африку уже как директор IRSAC, также преподавал в Университете Лованиума.
С 1960 года в штате Висконсинского университета (его пригласил туда как африканиста Philip D. Curtin, вместе они создали первую программу по африканистике в США и подготовили первое и второе поколение специалистов по истории Африки и африканской диаспоры), где к концу своей жизни являлся именным исследовательским профессором J. D. MacArthur and Vilas Research Professor (эмеритом) истории и антропологии. Под его началом защищены более 50 докторских диссертаций.
С 1971 до середины 1990-х годов входил в состав комитета ЮНЕСКО, ответственного за написание «Всеобщей истории Африки».
Женился в 1954 году на Клодин, в 1956 году родился сын Бруно. Кремирован.

## Публикации
Опубликовал 25 книг и около 250 статей.
- De la tradition orale (1961)
  - Oral Tradition: A Study in Historical Methodology (1961)
- Kingdoms of the Savanna (1966)
- The Tio Kingdom of the Middle Congo (1973)
- The Children of Woot: A History of the Kuba Peoples (1978)
- Art History in Africa: An Introduction to Method (1984)
- Oral Tradition as History (1985)
- Paths in the Rainforest: Toward a History of Political Tradition in Equatorial Africa (1990)
- Living with Africa (1994)
- When Societies are Born (2003)
- Antecedents to Modern Rwanda: the Nyiginya Kingdom (2004)
- Being Colonized: The Kuba Experience in Rural Congo (2010) — его последний научный труд
- Through the Day, Through the Night: A Flemish Belgian Boyhood and World War II (2014)